# 勞倫斯·康納
勞倫斯·康納（英語：Lawrence Konner，1950年—）是一名美國編劇，曾為電視劇《酒私風雲》和《黑道家族》寫劇本。

## 傳記
康納在猶太家庭中長大。他的職業生涯是從電視編劇開始的，為電視劇《Little House on the Prairie》、《Family》和《Remington Steele》編劇。他和他的電影創作夥伴馬克·羅塞薩爾首次合作寫了電影《The Legend of Billie Jean》，該片引起了邪典追捧。接下來寫過電影《尼羅河寶石》、《超人IV：尋求和平》和《星空奇遇記VI：邁向未來》，還有新版的《The Beverly Hillbillies》、《Mighty Joe Young》和《猿人爭霸戰》。其他劇本包括《蒙羅麗莎的微笑》、《Flicka》和《水銀蒸發令》。

### 電視節目
康納為電視劇編劇和監製超過35年。近來，他在HBO電視劇《黑道家族》撰寫了幾集，獲得提名艾美獎劇情類最佳編劇。他是HBO電視劇《酒私風雲》的編劇和聯合執行製片人。他曾是電視劇《魔幻都市》的編劇和聯合執行製片人，該劇於2012年1月在Starz頻道播放。

## 個人生活
他的第一任妻子是Ronnie Wenker，他們育有兩名孩子珍妮佛·康納和傑里米·康納（Jeremy Konner），後來離婚了。2006年，他與記者兼小說作家佐伊·海勒結婚。兩夫婦育有兩名女兒，他們在2010年分居。

## 影視作品
- 《Family（英语：Family (1976 TV series)）》（1976年）（電視劇）
- 《Little House on the Prairie（英语：Little House on the Prairie (TV series)）》（1977年）（電視劇）
- 《Cagney & Lacey（英语：Cagney & Lacey）》（1983年）（電視劇）
- 《Remington Steele（英语：Remington Steele）》（1984年）（電視劇）
- 《The Legend of Billie Jean（英语：The Legend of Billie Jean）》（與馬克·羅塞薩爾（英语：Mark Rosenthal (screenwriter)）合作編劇）（1985年）（電影）
- 《尼羅河寶石》（與馬克·羅塞薩爾合作編劇）（1985年）（電影）
- 《超人IV：尋求和平》（與馬克·羅塞薩爾合作編劇）（1987年）（電影）
- 《The In Crowd（英语：The In Crowd (1988 film)）》（與馬克·羅塞薩爾合作編劇）（1988年）（電影）
- 《Almost Grown（英语：Almost Grown (TV series)）》（與大衛·雀斯創作）（1988年）（電視劇）
- 《Working Girl（英语：Working Girl (TV series)）》（1990年）（電視劇）
- 《Desperate Hours（英语：Desperate Hours）》（與馬克·羅塞薩爾合作編劇）（1990年）（電影）
- 《Sometimes They Come Back（英语：Sometimes They Come Back (film)）》（與馬克·羅塞薩爾合作編劇）（1991年）（電視電影）
- 《星空奇遇記VI：邁向未來》（與馬克·羅塞薩爾合作編劇）（1991年）（電影）
- 《For Love or Money（英语：For Love or Money (1993 film)）》（與馬克·羅塞薩爾合作編劇）（1993年）（電影）
- 《The Beverly Hillbillies（英语：The Beverly Hillbillies (film)）》（與馬克·羅塞薩爾合作編劇）（1993年）（電影）
- 《One Thing I Know》（1995年）
- 《水銀蒸發令》（與馬克·羅塞薩爾合作編劇）（1998年）（電影）
- 《Mighty Joe Young（英语：Mighty Joe Young (1998 film)）》（與馬克·羅塞薩爾合作編劇）（1998年）（電影）
- 《猿人爭霸戰》（與馬克·羅塞薩爾合作編劇）（2001年）（電影）
- 《黑道家族》（2001年）（電視劇）
- 《Persons of Interest》（只是監製）（2003年）（紀錄片）
- 《蒙羅麗莎的微笑》（與馬克·羅塞薩爾合作編劇）（2003年）（電影）
- 《Zizek!（英语：Zizek!）》（只是監製）（2005年）（紀錄片）
- 《Flicka（英语：Flicka）》（與馬克·羅塞薩爾合作編劇）（2006年）（電影）
- 《魔法師的門徒》（與馬克·羅塞薩爾合作編劇）（2010年）（電影）
- 《酒私風雲》（2010年）（電視劇）
- 《紐華克聖人》（與大衛·雀斯合作編劇）（2021年）（電影）

## 外部連結
- 勞倫斯·康納在互联网电影资料库（IMDb）上的資料（英文）